# Chapelle de l'Oratoire (Nantes)
Pour les articles homonymes, voir Chapelle de l'Oratoire.
La chapelle de l'Oratoire  est une ancienne chapelle des Oratoriens du XVIIe siècle située à Nantes en France. Elle se trouve place de l'Oratoire, dans le quartier Malakoff - Saint-Donatien (à la limite du centre-ville, la rue Henri-IV constituant la démarcation entre ces deux quartiers). Incorporée dans l'hôtel Lelasseur en 1775, cette chapelle a été classée au titre des monuments historiques en 1952. N'étant plus consacrée à la célébration du culte, elle est devenue une annexe du musée d’Arts de la ville.

## Historique
Les Oratoriens s'installent à Nantes en 1619, et doivent, sous la pression de la municipalité, choisir un lieu en dehors des murs de la ville. Ils acquièrent le domaine des Hayes, composé de trois bâtiments réunis dans un grand enclos. Ils prennent également possession des deux-tiers de la Mironnerie, propriété édifiée pour François Myron (ou Miron), général des finances de Bretagne et maire de Nantes de 1578 à 1580. En 1625, la mairie leur confie la gestion pédagogique du collège Saint-Clément, qu'ils conservent jusqu'en 1793, écartant leurs rivaux, les Jésuites. À partir de 1630, les Oratoriens effectuent des travaux, construisant de nouveaux bâtiments, le dernier étant une chapelle.
Cette chapelle est construite entre 1651 et 1665, année où elle est consacrée. Bâtie lors du mouvement de la Contre-Réforme, elle appartient à la congrégation de l'Oratoire jusqu'en 1793. Son architecte est Jacques Malherbe puis, à la mort de celui-ci, Gilles Corbineau.
En 1765, l'architecte Jean-Baptiste Ceineray procède à la création des cours Saint-Pierre et Saint-André ; le nivellement occasionné de la place de l'Oratoire impose la création d'un perron, le niveau du sol ayant été baissé. Le même Ceineray dresse, en 1775, le plan de l'hôtel Lelasseur, contigu à la chapelle, sur sa façade sud.
Devenu bien national, l'édifice devient le siège du tribunal criminel de la Loire-Inférieure durant la Révolution, puis caserne de gendarmerie, dépôt d'archives et musée d'archéologie.
Début 1848, la chapelle est confiée par le préfet nouvellement nommé, Ange Guépin, à un club d'ouvriers, le « Club national et de l'organisation du travail ». Cette structure sera surtout appelée « club de l'Oratoire », par opposition du « club de la rue du Calvaire », qui représente alors les professions libérales. Après le renversement de Louis-Philippe Ier, ces clubs politiques se sont formés à Nantes, dans la perspective des premières élections de la IIe République. Celui de l'Oratoire est influencé par le fouriérisme, le « communisme de la fraternité » et le « communisme icarien ».
En 1858, c'est au tour de la façade nord de la chapelle d'être accolée à un immeuble, l'hôtel de Sesmaisons-Lucinge. La façade de la chapelle est dès lors encadrée par deux bâtiments massifs.
En 1945, la cathédrale, endommagée par les bombardements alliés lors de la Seconde Guerre mondiale, est fermée pour réparations. La chapelle retrouve alors momentanément une fonction religieuse. Des mariages, cérémonies funèbres et baptêmes (une cuvette faisant office de fonts baptismaux) catholiques y sont célébrés. Après la réouverture de la cathédrale, la chapelle de l'Oratoire est utilisée comme chapelle ardente pour les soldats tués lors des guerres d'Indochine et d'Algérie.
La chapelle est classée au titre des monuments historiques par arrêté du 28 mars 1952. Elle est considérée comme une partie de l'hôtel Lelasseur, et ne figure pas indépendamment de celui-ci dans la base Mérimée.
Le bâtiment bénéficie d'une restauration entre 1970 et 1988, afin d'en faire un lieu de conférences, de concerts et d'expositions, en tant qu'annexe du musée d'Arts de Nantes.
Entre le 25 septembre 2011 et fin 2013, des travaux d'agrandissement du musée sont effectués, notamment l'ajout de bâtiments intermédiaires permettant la jonction entre sa partie « historique » et la chapelle de l'Oratoire. Celle-ci est la seule partie du site ouverte au public durant cette période. Des expositions et des rencontres y sont programmées.

## Architecture et décor
La conception de la chapelle est due au supérieur de la congrégation de l'époque, Abel de Sainte-Marthe. Le plan, conforme aux canons de la Contre-Réforme, est simple : l'édifice ne présente pas de collatéraux, ni de déambulatoire. En revanche, la façade, d'inspiration baroque, est animée, et ornée de pilastres. On retrouve des pilastres corinthiens à l'intérieur, où des têtes d'anges sculptées participent au décor.

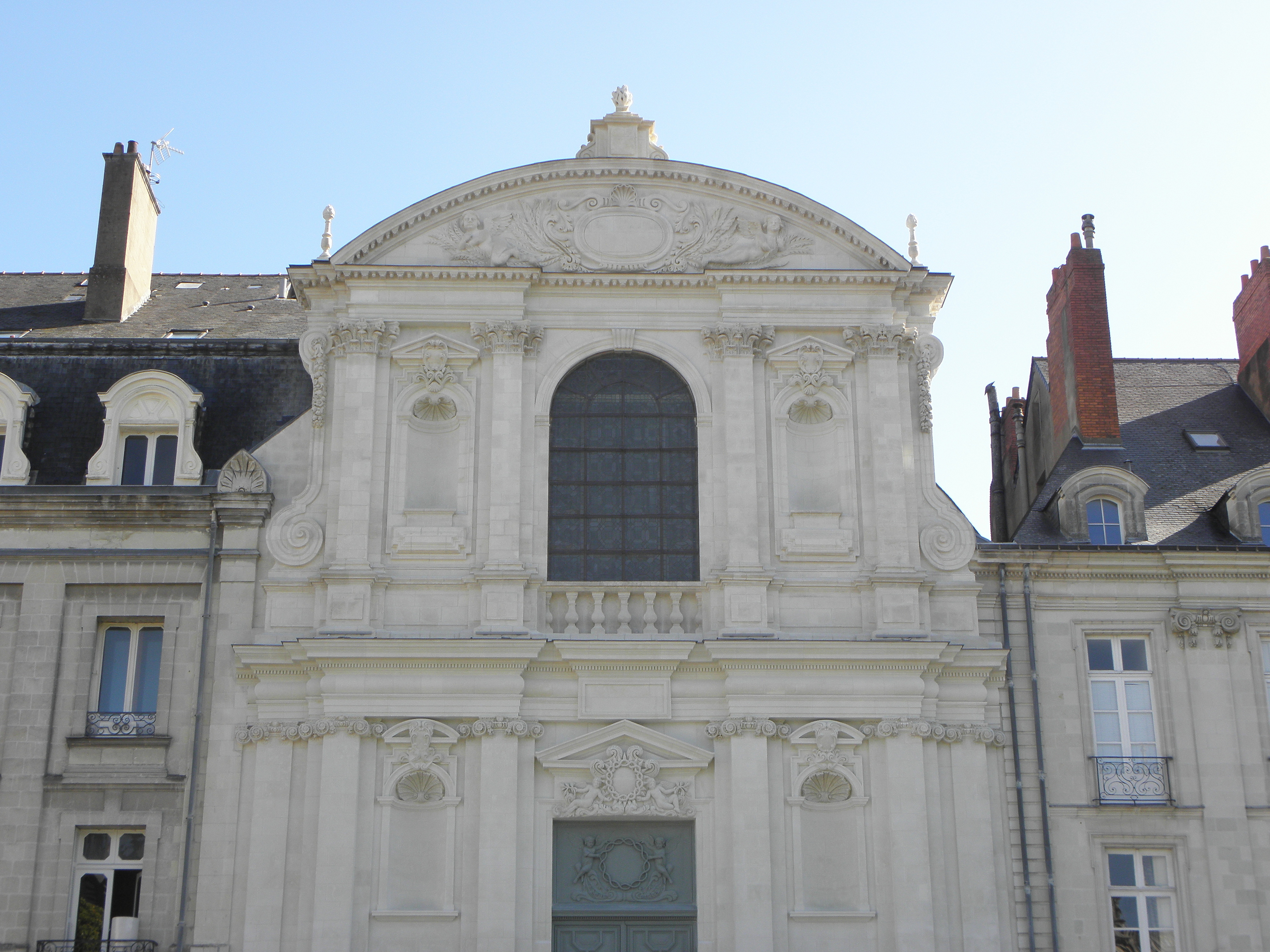
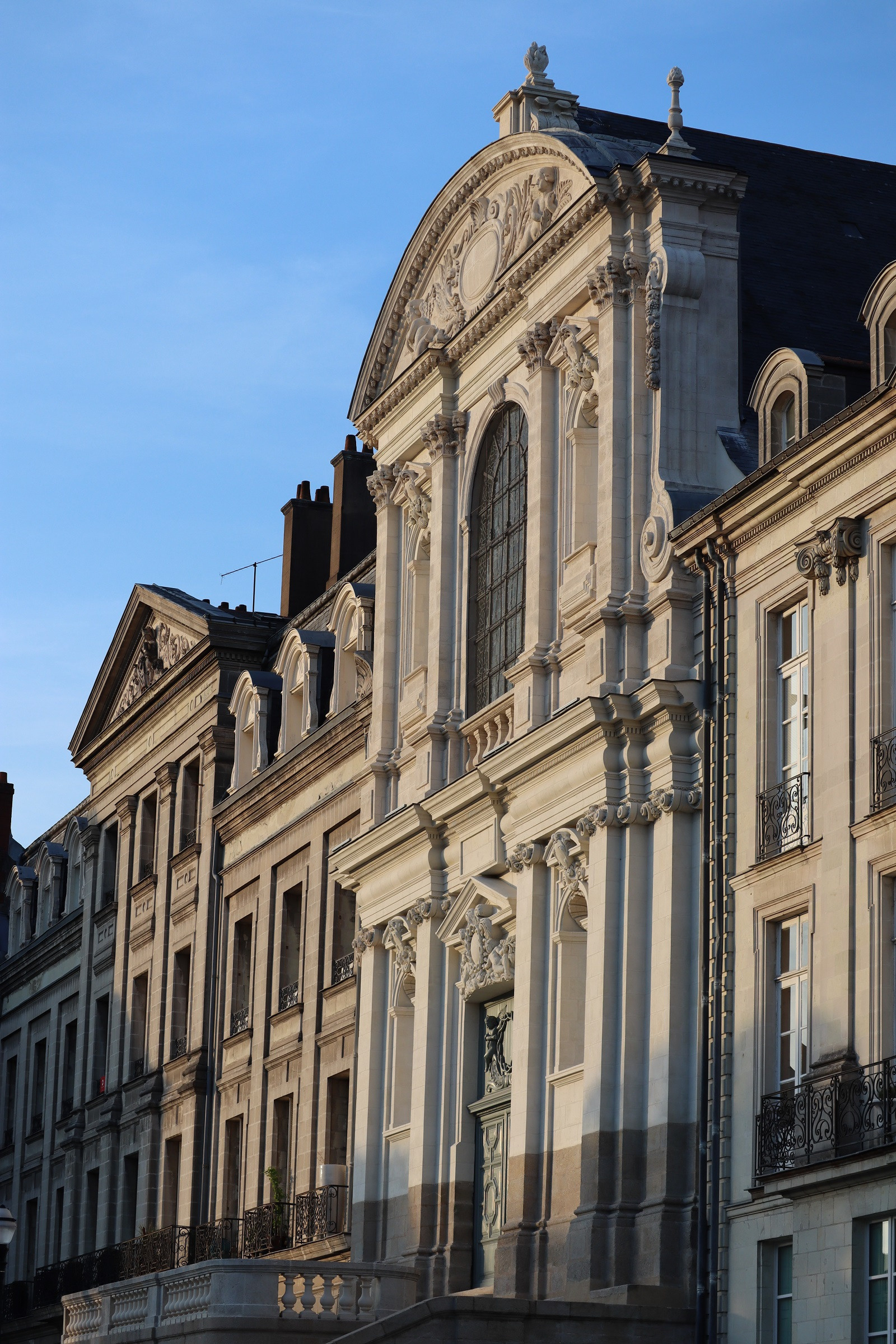
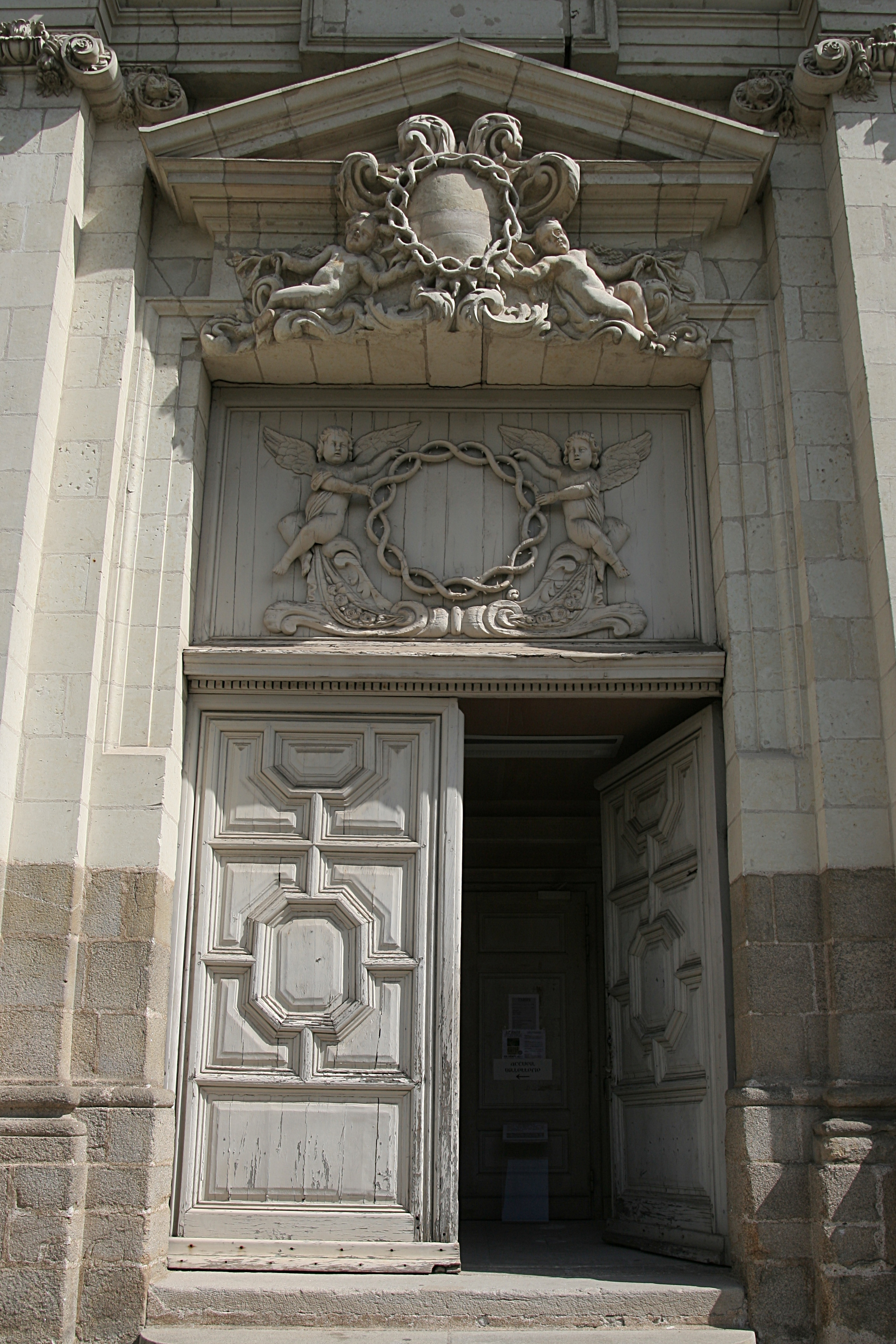
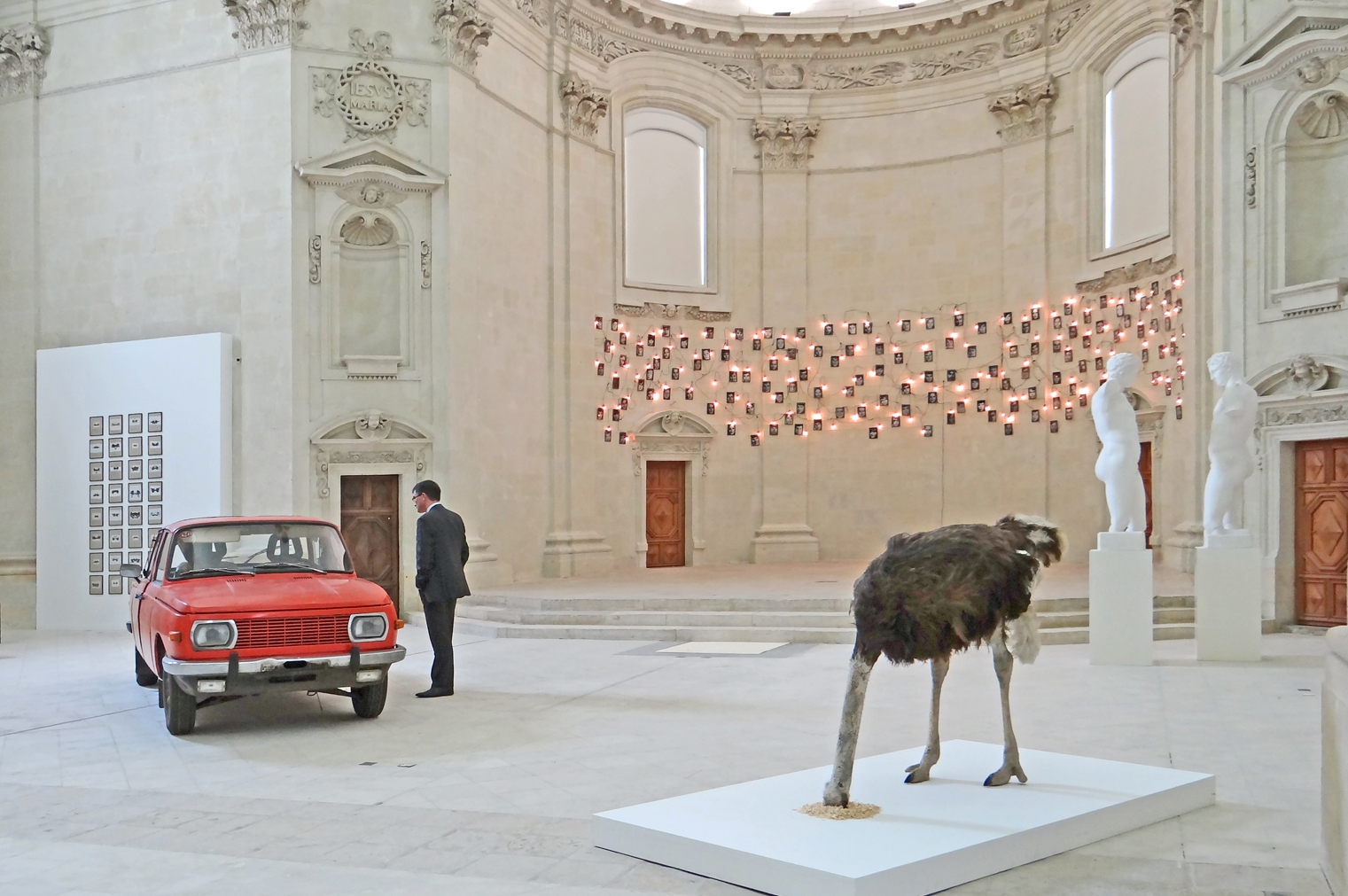